# 多重比較謬誤
多重比較謬誤（Multiple Comparisons Fallacy），是一種機率謬誤，係指廣泛比較二個不同群體的所有差異，從中找出具有差異的特徵，然後宣稱它就是造成二個群體不同的原因。

## 示例
1992年瑞典有個研究試圖找出電源線對健康的影響，他們收集了高壓電源線300公尺範圍內所有住戶的樣本長達25年，對超過800種疾病一一檢查發生率的統計差異。他們發現幼年白血病的發病率是一般人的4倍，還推動政府為此採取行動。然而，當我們比對超過800種疾病時，有一種以上的疾病因為隨機效應而呈現發病率增加是非常可能的。果不其然，後續的研究再也沒有發現電源線和幼年白血病的相關及因果關係。

## 外部連結
- （英文） Logical Fallacy: Multiple Comparisons Fallacy （页面存档备份，存于）